# Пещеристый синус

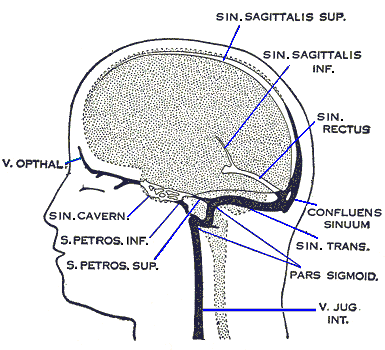
Расположение пещеристого синуса (вид сбоку, синус располагается в середине, подписан как sin. cavern.)

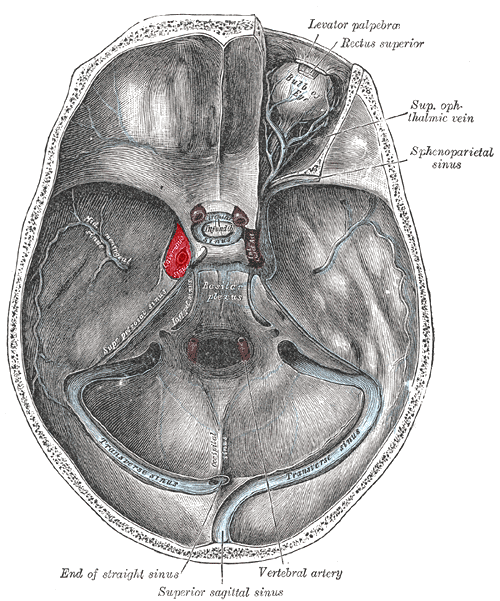
Расположение пещеристого синуса на внутреннем основании черепа; показан левый синус (выделен красным)

Пеще́ристый си́нус (пеще́ристая па́зуха, также каверно́зный си́нус; лат. sinus cavernosus) — один из синусов твёрдой мозговой оболочки головного мозга. Пещеристый синус является парным и располагается на основании черепа по бокам от турецкого седла; играет важную роль в осуществлении венозного оттока от мозга и глазниц, а также в регуляции внутричерепного кровообращения.
Впервые пещеристый синус был описан Габриеле Фаллопием в 1562 году; название «пещеристый синус» было введено Якобом Винсловом в 1732 году.

## Притоки и связи
Основными притоками (сосудами, приносящими венозную кровь) пещеристого синуса являются:
- Вены глазницы (верхняя и нижняя глазничные вены)
- Клиновидно-теменной синус (лат. sinus sphenoparietalis)
- Поверхностные средние вены мозга

Отток венозной крови из пещеристого синуса в основном направляется по верхнему (впадает в поперечный синус) и нижнему (впадает в сигмовидный) каменистым синусам. Правый и левый пещеристые синусы могут быть соединены между собой передним и задним межпещеристыми синусами (иногда при этом образуется «кольцо», охватывающее турецкое седло со всех сторон).
Кроме этого пещеристый синус связан рядом важных анастомозов с венозными сплетениями наружного основания черепа (в первую очередь — с крыловидным сплетением). Эти анастомозы (выпускники) проходят через рваное, овальное и Везалиево (при его наличии) отверстия основания черепа.

## Содержимое
Пещеристый синус занимает особое положение среди прочих синусов твёрдой мозговой оболочки по причине того, что через него проходят следующие важные анатомические структуры:
- глазодвигательный нерв (CN III)
- блоковый нерв (CN IV)
- глазной нерв (первая ветвь тройничного нерва, CN V)
- верхнечелюстной нерв (вторая ветвь тройничного нерва, CN V)
- отводящий нерв (CN VI)
- внутренняя сонная артерия (и сопровождающее её симпатическое сплетение)

Вне зависимости от формы строения синуса черепные нервы с бо́льшим порядковым номером соприкасаются с пазухой на бо́льшем протяжении.
В связи с тем, что стенки синуса ригидны (жёстки, неподвижны), а объём внутрисинусной части (интракавернозного сегмента) внутренней сонной артерии постоянно изменяется под воздействием пульсовых волн, некоторые исследователи рассматривают систему «пещеристый синус — внутренняя сонная артерия» как своего рода венозный насос, улучшающий и регулирующий венозный отток от структур, располагающихся на внутреннем основании черепа.

## Клиническое значение
Тесные взаимоотношения между пещеристым синусом и внутренней сонной артерией играют определённую роль в развитии и течении некоторых видов патологии внутренней сонной артерии, таких как сонно-пещеристые аневризмы и сонно-пещеристые соустья.
Опухоли близлежащих структур (в первую очередь — некоторые опухоли гипофиза) могут приводить к сдавлению пещеристого синуса, что, в свою очередь, будет проявляться признаками нарушения функций тех нервов, которые через него проходят. В частности, у таких больных наблюдаются офтальмоплегия (расстройства движения глазных яблок) и расстройства чувствительности в зонах иннервации глазничного и верхнечелюстного нерва.
Многочисленные связи пещеристого синуса с внечерепными венозными структурами могут служить путём распространения инфекции с мягких тканей лица в полость черепа (с развитием синус-тромбоза). Наиболее часто таким путём является анастомоз между лицевой веной и венами глазницы в области медиального угла глаза (распространению инфекции способствует также и то, что лицевая вена лишена клапанов).

## Дополнительные изображения

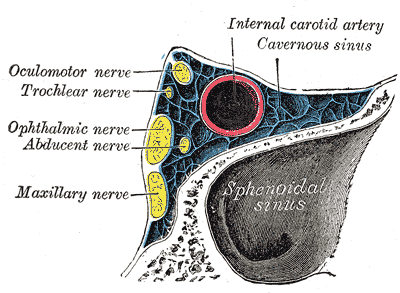
Косой разрез через пещеристый синус
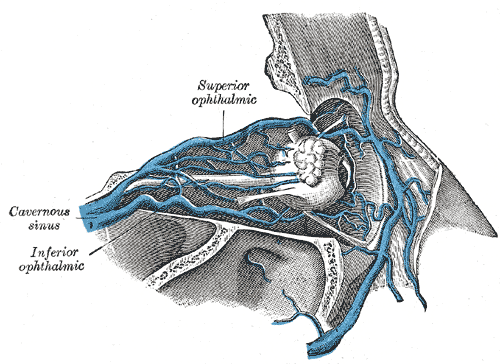
Вены глазницы (видно впадение вен в пещеристый синус в левой части рисунка)